# Bill Skarsgård

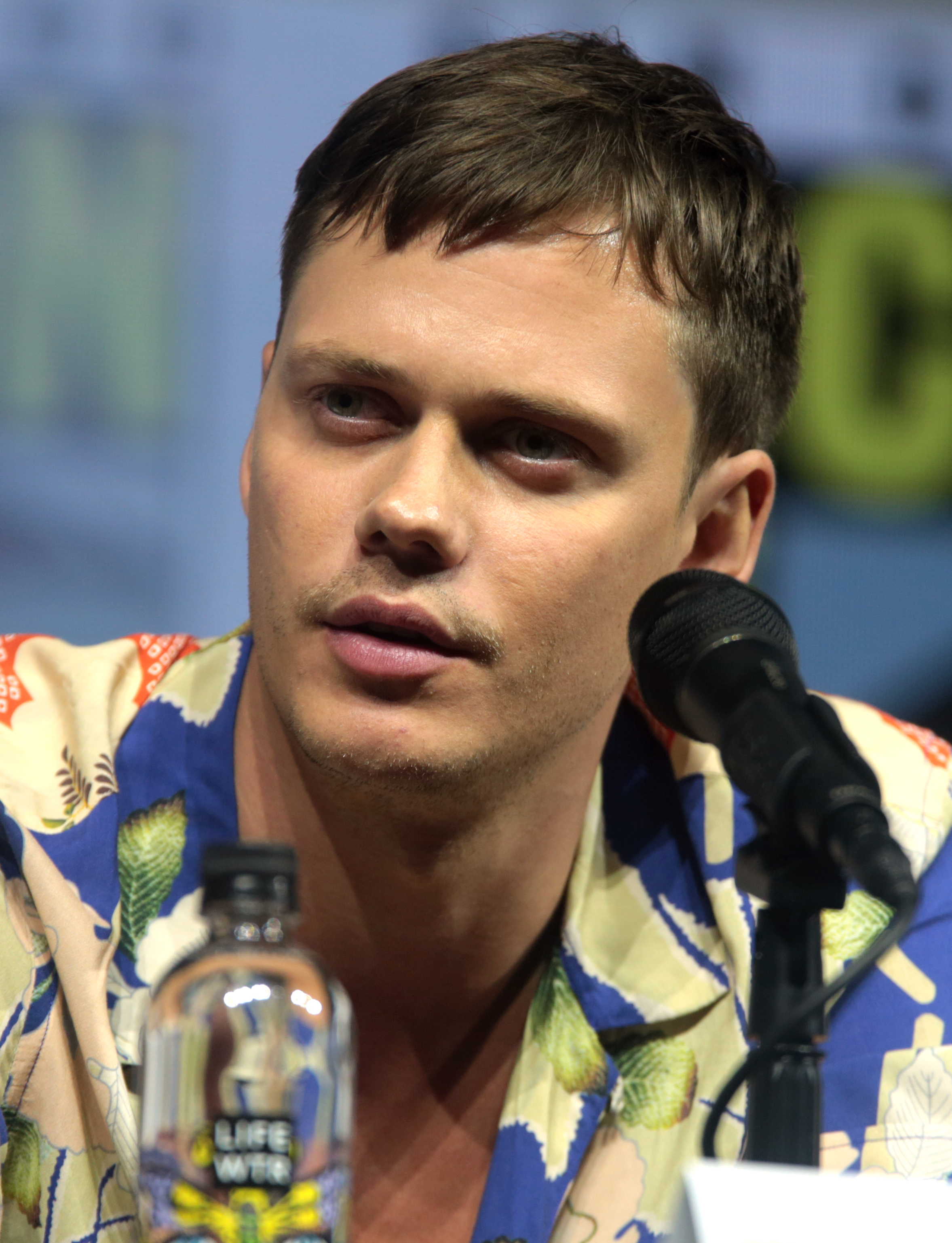
Bill Skarsgård (2018)

Bill Istvan Günther Skarsgård (* 9. August 1990 in Stockholm) ist ein schwedischer Schauspieler. Er gehört zur schwedischen Schauspielerfamilie Skarsgård. Bekannt ist er vor allem als Pennywise in den Filmen Es und Es Kapitel 2.

## Leben
Bill Skarsgård wurde 1990 als Sohn des schwedischen Schauspielers Stellan Skarsgård und dessen damaliger Frau My geboren. Seinen zweiten, ungarischen Vornamen „Istvan“ trägt er, weil seine Mutter in Ungarn schwanger wurde; Günther ist der Familienname seiner Mutter. Seine älteren Brüder Alexander (* 1976) und Gustaf (* 1980) sowie sein jüngerer Bruder Valter (* 1995) sind ebenfalls Schauspieler.
Schon als Kind entwickelte er eine Leidenschaft für die Schauspielerei und spielte zu Hause einige selbstgedrehte Super-8-Filme nach. Er spielte als Neunjähriger an der Seite seines älteren Bruders im schwedischen Thriller Järngänget den jüngeren Bruder von Alexanders Figur. Anschließend wollte Bill Skarsgård jedoch "kein weiterer Schauspieler in der Familie" werden, weswegen er sich an der Schule gegen die kreativen Fächer und für naturwissenschaftliche Fächer entschied. Doch bereits im Alter von 16 erhielt er die Möglichkeit, an der Seite seines Vaters Stellan und seines Bruders Gustaf am Historienfilm Arn – Der Kreuzritter (Arn – Riket vid vägens slut) teilzunehmen. Während er sah, wie diese beiden schauspielerten, verstand er ihr Handwerk, zeigte erneut Interesse und wusste, dass er kein Wissenschaftler, sondern Schauspieler werden wollte. Anschließend erhielt er mehrere Angebote für Castings, wodurch er als Martin in dem schwedischen Krimi-Drama Der Himmel ist unschuldig blau besetzt wurde.
2011 wurde er für seine Rolle des autistischen Simon im schwedischen Komödien-Drama Im Weltraum gibt es keine Gefühle für den schwedischen Filmpreis Guldbagge als Bester Hauptdarsteller und bei den Young Artist Awards 2011 in der Kategorie Beste Darstellung in einem internationalen Spielfilm nominiert. Im März 2012 bekam er eine Hauptrolle in Eli Roths Thriller-Serie Hemlock Grove.
Skarsgård spielte 2017 die Hauptfigur Pennywise in der Neuverfilmung Es von Stephen Kings gleichnamigen Roman. Der Film kam am 28. September 2017 in die deutschen Kinos. Zwei Jahre später verkörperte er diese Figur erneut in der Fortsetzung Es Kapitel 2.
Im späten Sommer 2018 wurden er und seine Freundin Alida Morberg Eltern einer Tochter.
2024 übernahm er die Rolle des Vampirs Graf Orlok in Nosferatu – Der Untote, einem Remake des klassischen Horrorfilms von Friedrich Wilhelm Murnau.

## Filmografie (Auswahl)
- 2000: Reißende Wasser (Järngänget)
- 2008: Arn – Der Kreuzritter (Arn – Riket vid vägens slut)
- 2009: Kenny Begins
- 2010: Der Himmel ist unschuldig blau (Himlen är oskyldigt blå)
- 2010: Im Weltraum gibt es keine Gefühle (I rymden finns inga känslor)
- 2011: Kronjuvelerna
- 2011: Simon (Simon och ekarna)
- 2012: Anna Karenina
- 2013–2015: Hemlock Grove (Fernsehserie, 33 Episoden)
- 2016: Die Bestimmung – Allegiant (The Divergent Series: Allegiant)
- 2017: Atomic Blonde
- 2017: Es (It)
- 2017: Battlecreek
- 2018: Assassination Nation
- 2018: Deadpool 2
- 2018: Castle Rock (Fernsehserie, 10 Folgen)
- 2019: Villains
- 2019: Es Kapitel 2 (It Chapter Two)
- 2020: Nine Days
- 2020: The Devil All the Time
- 2020: Soulmates (Fernsehserie, Folge 1x04 Layover)
- 2021: Naked Singularity
- 2021: Eternals
- 2022: Clark (Miniserie, Netflix)
- 2022: Barbarian
- 2022: Burn All My Letters (Bränn alla mina brev)
- 2023: John Wick: Kapitel 4 (John Wick: Chapter 4)
- 2023: Boy Kills World
- 2024: The Crow
- 2024: Nosferatu – Der Untote (Nosferatu)
- 2025: Locked

## Auszeichnungen
Guldbagge
- 2011: Nominiert als Bester Hauptdarsteller für Im Weltraum gibt es keine Gefühle

Young Artist Award
- 2011: Nominiert in der Kategorie Beste Darstellung in einem internationalen Spielfilm für Im Weltraum gibt es keine Gefühle[6]